# ハイネ・ボレルの被覆定理
ハイネ・ボレルの被覆定理（ハイネ・ボレルのひふくていり、英語: Heine–Borel theorem）とは、数学の定理で、次のような定理である。
R の部分集合 S について、次の二つは同値
1. S は、有界閉集合
2. S は、コンパクト

そして、次のように一般化される。
距離空間において、部分集合がコンパクトであることと、完備全有界であることは同値。